# Recopa Sudamericana 1996
De Recopa Sudamericana 1996  was de 8e editie van de Zuid-Amerikaanse supercup die jaarlijks gespeeld wordt in het Zuid-Amerikaanse voetbal tussen de winnaars van CONMEBOL competities Copa Libertadores en Supercopa Sudamericana.

## Gekwalificeerde teams
| Team          | Kwalificatie                        | Vorige deelnames         |
| ------------- | ----------------------------------- | ------------------------ |
| Grêmio        | Winnaar Copa Libertadores 1995      | geen                     |
| Independiente | Winnaar Supercopa Sudamericana 1995 | Recopa Sudamericana 1995 |

## Wedstrijdinfo
|              |                                                          |           |                             |                                                                            |
| 7 april 1996 | Grêmio                                                   | 4 – 1     | Independiente               | Universiade Memorial Stadium, Kobe Scheidsrechter: Epifanio González (PAR) |
| 7 april 1996 | Jardel 19' Carlos Miguel 51' Adílson 68' Paulo Nunes 80' | (Verslag) | 69' (pen.) Jorge Burruchaga | Universiade Memorial Stadium, Kobe Scheidsrechter: Epifanio González (PAR) |

1989 · 1990 · 1991 · 1992 · 1993 · 1994 · 1995 · 1996 · 1997 · 1998 · 1999 · 2000 · 2001 · 2002 · 2003 · 2004 · 2005 · 2006 · 2007 · 2008 · 2009 · 2010 · 2011 · 2012 · 2013 · 2014 · 2015 · 2016 · 2017 · 2018 · 2019 · 2020 · 2021 · 2022